# پدهای بند انگشت
پَـدهای بند انگشت (انگلیسی: Knuckle pads) یا هیلودرما (به سبب شباهت به پوست هیولای هیلا) ضایعات جلدی کراتوتیک و فیبری محیطی در مفصل‌های میان‌بندانگشتی دست است. این ضخیم‌شدگی ممکن است در هر سنی ایجاد شود و در طول چند هفته یا چند ماه به قطر ۱۰ تا ۱۵ میلی‌متر می‌رسد، و سپس با گذشت زمان از بین می‌روند.
این ضایعات ممکن است در سطح پشتی مفصل‌های میان‌بندانگشتی دست‌ها و سطح پشتی پاها ایجاد شوند و از نظر ظاهری به زگیل شباهت دارند. مفاصل میان‌بندی دیستال بیشتر از مفاصل متاکارپوفالانژیال درگیر می‌شوند. این پَـدها اغلب بدون علامتند و درد ندارند و گاهی تا ۴۰ سانتی‌متر رشد می‌کنند و هیچ‌گونه تأثیر منفی بر عملکرد مفصل (از جمله کاهش انعطاف‌پذیری یا تغییر در زردپی) ندارند. علت تشکیل این پَـدها نامعلوم است و نوعی بیماری فیبروزی محسوب می‌شوند که در درون خود سلول‌های فیبروبلاست و بافت فیبروزی دارند.
پدهای بند انگشت گاهی در اثر ضربه‌ها یا مالش‌های مکرر ایجاد می‌شود مثلاً در بوکسورها و شناگران و همچنین در برخی مشاغل مانند نصب‌کنندگان موکت. این ضایعهٔ جلدی در افراد مبتلا به اختلال وسواسی-جبری و پرخوری عصبی هم گزارش شده است.
پدهای بند انگشت را نباید با نوروفیبروما، ندول‌های رماتیسمی، گره‌های نقرسی، زگیل، کیست گانگلیون، گره‌های بوشار و گره‌های هبردن اشتباه گرفت. پرتونگاری، سونوگرافی و بیوپسی به تشخیص نوع ضایعه کمک می‌کنند.
پدهای بند انگشت گاهی با انقباض دوپویترن و کژانگشتی: ۵۹۵  مرتبط است و از نظر بافت‌شناسی، ضایعات فیبرومی محسوب می‌شوند.: ۵۹۵  این ضایعاتِ خوش‌خیم معمولاً به درمان دارویی، از جمله کورتیکواستروئید جواب نمی‌دهند و معمولاً پس از جراحی، عود مجدد دارند. با این حال، تزریق فلوروراسیل داخل ضایعه تا حدی اثربخش بوده است. جراحی این ضایعات گاهی عوارضی دارد که شامل تشکیل جوشگاه، کِلوئید، کاهش انعطاف‌پذیری مفصل و عود مجدد است. درمان‌های دارویی بیشتر بر پایه گزارش‌های موردی انجام می‌شود که شامل تزریق موضعی تریامسینولون، فلوروراسیل، کانتاریدین-پودوفیلوتوکسین-سالیسیلیک اسید و همچنین پماد موضعی سالیسیلیک اسید و اوره است.
اگر عامل ایجادکننده این پدهای بند انگشت حذف شود، ضایعات خودبخود و ظرف چندماه برطرف می‌شوند.